# Ganggang Panjang
Ganggang Panjang is een bestuurslaag in het regentschap Sidoarjo van de provincie Oost-Java, Indonesië. Ganggang Panjang telt 4859 inwoners (volkstelling 2010).